# Sinagoga Beis Aharon V'Yisrael di Leopoli
La sinagoga Tsori Gilod di Leopoli (o erroneamente sinagoga Beis Aharon V'Israel di Leopoli), costruita nel 1924-1925, è con la Sinagoga Jakob Glanzer di Leopoli una delle sole due sinagoghe di Leopoli ad essere sopravvissuta alle distruzioni della Shoah. Usata dalle truppe tedesche come stalla per i cavalli tra il 1941 e il 1944, nel dopoguerra non fu riaperta al culto dalle autorità sovietiche, che continuarono ad utilizzarla come deposito. Solo nel 1989 la proprietà fu restituita alla comunità ebraica. Accurati lavori di restauro hanno riportato l'edificio al suo aspetto originario. È oggi l'unica sinagoga operante a Leopoli.

## Storia e descrizione
A Leopoli, crocevia di popoli e religioni, si sviluppò sin dal XVI secolo una delle maggiori comunità ebraiche d'Europa attorno alla sinagoga della Rosa d'Oro, nel centro cittadino, e alla sinagoga grande periferica nel quartiere suburbano di Cracovia.
Nell'Ottocento e primo Novecento numerose altre sinagoghe furono costruite al servizio di una comunità che alla vigilia della seconda guerra mondiale arrivò a contava più di 100.000 abitanti, un terzo dell'intera popolazione della città.
In questo contesto si colloca anche l'edificazione della sinagoga Tsori Gilod, che fu promossa nel 1925 dall'associazione caritativa Tsori Gilead. Per la costruzione degli esterni l'architetto Aba Kornbluth si ispirò a semplici e tradizionali forme neobarocche. L'interno invece è riccamente decorata secondo il gusto dell'art déco del primo Novecento.
L'invasione tedesca nel 1941 portò con sé la distruzione delle sinagoghe e lo sterminio dell'intera popolazione ebraica, di cui solo poche decine di persone sopravvissero.
Anche la sinagoga Tsori Gilod fu saccheggiata, ma non venne demolita, perché usata come stalla per i cavalli durante tutto il periodo dell'occupazione tedesca, dal giugno 1941 al luglio 1944. Alla fine della guerra, delle 50 sinagoghe di Leopoli erano rimasti solo gli edifici semidistrutti della sinagoga Tsori Gilod e della sinagoga Jakob Glanzer.

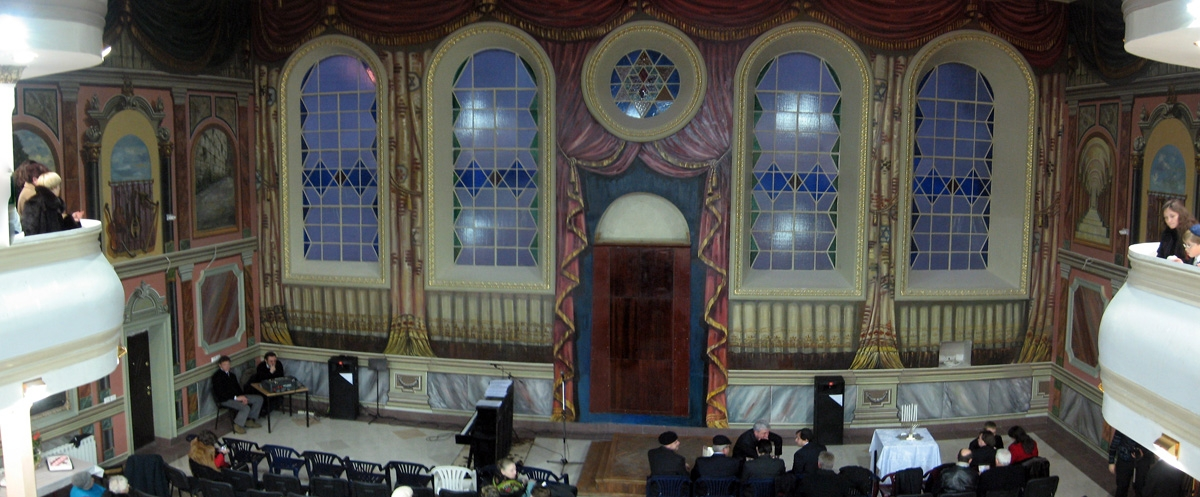
L'interno della sinagoga

Nel dopoguerra le autorità sovietiche continuarono a utilizzare la sinagoga Tsori Gilod come magazzino, mentre la sinagoga Jakob Glanzer di Leopoli fu autorizzata a riaprire al culto ma solo fino al 1961, quando anch'essa fu confiscata e trasformata in palestra. Dal 1962 in poi, quindi, nessuna sinagoga fu operante a Leopoli. La situazione cambiò nel 1989, quando con l'indipendenza dell'Ucraina le due sinagoghe furono restituita alla proprietà della comunità ebraica. Restaurata nel 1990, la sinagoga Jakob Glanzer di Leopoli è oggi sede del centro di cultura ebraica Sholom Aleichem, mentre la sinagoga Tsori Gilod è divenuta l'unica sinagoga oggi operante a Leopoli. L'edificio è stato sottoposto a importanti lavori di restauro, nel 1995-97 e ancora nel 1999-2000, che l'hanno restituito a suo aspetto originario. Nel 2004-05, grazie all'intervento di fondazioni inglesi e americani, nuovi lavori di restauro sono stati compiuti sotto la direzione dell'architetto Aron Ostreicher, che hanno ripristinato le decorazioni ad affresco sulle pareti e le volte del soffitto.

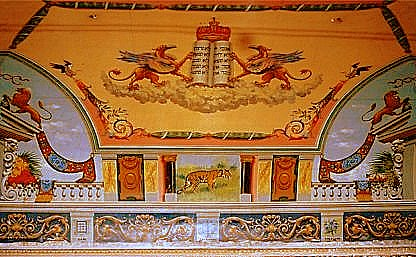
Gli affreschi restaurati nelle volte
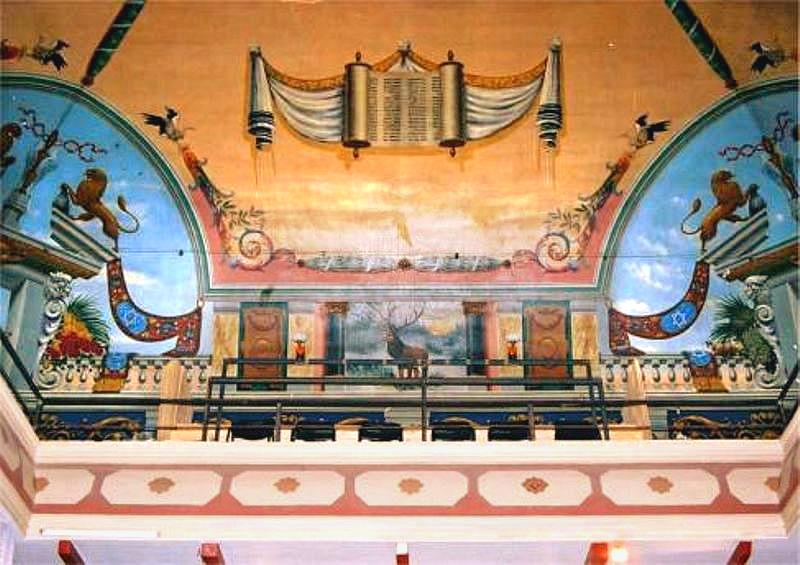
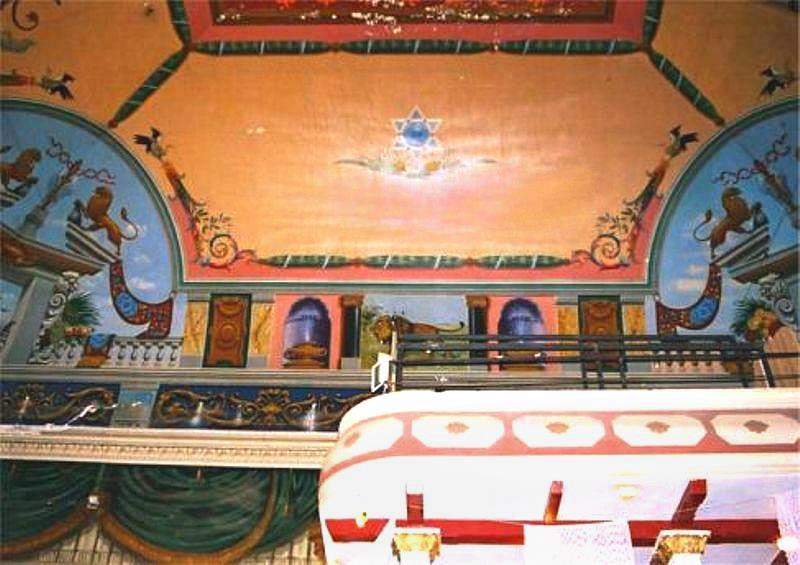
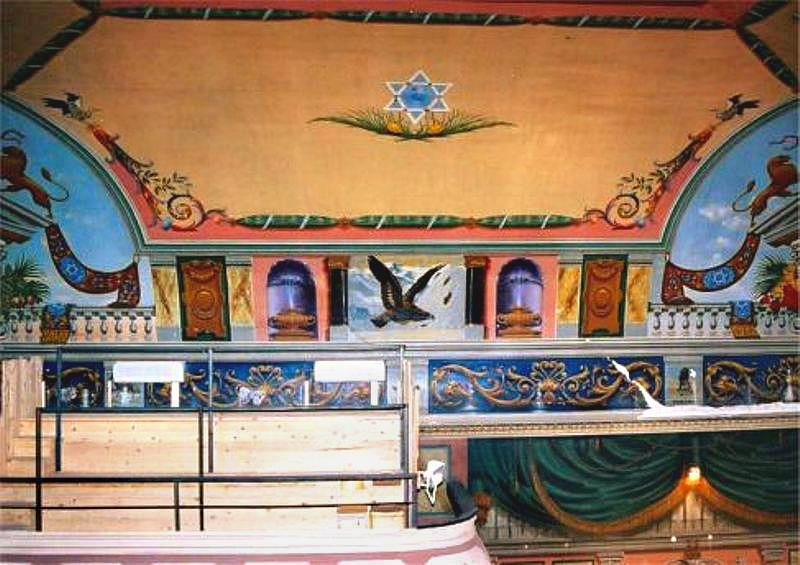